# Dolichoderus kutschlinicus
Dolichoderus kutschlinicus är en myrart som först beskrevs av Deichmueller 1881.  Dolichoderus kutschlinicus ingår i släktet Dolichoderus och familjen myror. Inga underarter finns listade i Catalogue of Life.